# Nikon Electronic File
NEF (.nef, .nrw, Nikon Electronic File, Nikon Electronic Format) – surowy format zapisu danych stosowanym przez firmę Nikon.
Pliki NEF mogą zawierać dane bezpośrednio z matrycy cyfrowego aparatu fotograficznego lub skanera (RAW) jak również oryginalne dane poddane obróbce w odpowiednim programie graficznym (np. Nikon Capture NX). Dodatkowo w pliku NEF zapisane są ustawienia aparatu lub skanera oraz poszczególne etapy obróbki w programie graficznym, dzięki czemu zapewniona jest bezstratna obróbka zdjęć, możliwość powrotu w każdej chwili do poprzedniej wersji, a nawet zapis kilku wersji zdjęcia w jednym pliku.
Pliki NEF mogą być kompresowane specjalnym algorytmem, co daje oszczędność miejsca rzędu 50-60%. Kompresja zastosowana w plikach NEF jest kompresją stratną (aktualna generacja profesjonalnych aparatów Nikona umożliwia również kompresję bezstratną), jednak algorytm jest tak dobrany, aby straty były praktycznie niewidoczne, podobnie do plików mp3 o najwyższej jakości. W aparatach profesjonalnych (D2X, D2Xs, D3, D3x, D4) i semi-profesjonalych (D500, D6xx, D7xx, D7xxx, D8xx) jest możliwość wyłączenia kompresji plików NEF, domyślnie włączonej w aparatach amatorskich (D40, D40x, D50, D60, D70, D70s, D80, D90 D3xxx, D5xxx).
Format NEF jest w pełni obsługiwany jedynie przez oprogramowanie firmy Nikon, jednak wiele innych programów jest w stanie bez problemu odczytać dane zapisane w tym formacie, zazwyczaj za pomocą odpowiednich wtyczek, np. CameraRAW dla Photoshopa czy UFRaw dla Gimpa, potrafiącej też jako samodzielny program przekonwertować NEF do formatu TIFF. Adobe Lightroom w pełni obsługuje format NEF włącznie z profilami kolorów danego modelu. 